# Kościół poewangelicki w Obrzycku
Kościół poewangelicki – dawna świątynia protestancka znajdująca się w mieście Obrzycko, w powiecie szamotulskim, w województwie wielkopolskim. Mieści się przy Placu Lipowym.
Jest to świątynia wzniesiona w stylu neobarokowym w latach 1909–1911, projektantami byli architekci: Schweizer z Dessau i Graff. Charakterystycznym elementem budowli jest wysoka wieża z zegarem nakryta blaszanym dachem hełmowym oraz piękne zdobienia, między innymi portale i obramowania okienne. Szczyt jest zwieńczony kamiennymi wazami.
Budowla posiada plan prostokąta. Jest to kościół murowany (do budowy zostały użyte cegieł, zapewne także kamień), mający jednonawowe wnętrze i sklepienie kolebkowe. Tuż nad wejściem był umieszczony chór z organami. Do dziś zachowały się drewniane empory, czyli balkony. Nad ołtarzem jest umieszczone malowidło ścienne przedstawiające scenę ukrzyżowania Chrystusa.
Budynek obecnie nie pełni żadnych funkcji i popada w ruinę.